# Гексаборан(10)
Гексаборан(10) — бинарное неорганическое соединение
бора и водорода с формулой B6H10,
бесцветная жидкость,
реагирует с водой,
окисляется на воздухе с самовоспламенением.

## Получение
- Разложение пентаборана в диглиме (диметиловый эфир диэтиленгликоля):

{\displaystyle {\mathsf {6B_{5}H_{11}\ {\xrightarrow {-20^{o}C}}\ 5B_{6}H_{10}+8H_{2}\uparrow }}}

## Физические свойства
Гексаборан(10) образует бесцветную жидкость.

## Химические свойства
- Окисляется кислородом воздуха (с самовозгоранием):

{\displaystyle {\mathsf {B_{6}H_{10}+7O_{2}\ {\xrightarrow {}}\ 3B_{2}O_{3}+5H_{2}O}}}
- Медленно реагирует с водой:

{\displaystyle {\mathsf {B_{6}H_{10}+18H_{2}O\ {\xrightarrow {\tau }}\ 6H_{3}BO_{3}+14H_{2}\uparrow }}}